# Tennis Court
"Tennis Court" är en låt framförd av den nyzeeländska sångerskan Lorde, utgiven som den andra singeln från albumet Pure Heroine den 7 juni 2013. Det är uppföljarsingeln till Lordes genombrottslåt "Royals", och skrevs av Lorde tillsammans med producenten Joel Little. Texten handlar om Lordes nyfunna berömmelse och kritiserar den lyxiga livsstilen. Låten blev singeletta i Nya Zeeland.
Man släppte även Tennis Court EP med tre ytterligare låtar.

## Musikvideo
Videon till låten regisserades av Joel Kefali.

## Låtlista
Alla låtar är skrivna av Lorde och Joel Little där inget annat anges.
| Australisk digital nedladdning och 7"-vinyl 1. "Tennis Court" – 3:18 2. "Swingin Party" (The Replacements-cover) – 3:42 Europeisk digital nedladdning 1. "Tennis Court" – 3:18 CD-singel 1. "Tennis Court" – 3:18 2. "White Teeth Teens" – 3:36 | Tennis Court EP 1. "Tennis Court" – 3:18 2. "Swingin Party" – 3:42 3. "Biting Down" – 3:33 4. "Bravado" – 3:41 |

## Listplaceringar
| Lista (2013–14)                          | Högsta position |
| ---------------------------------------- | --------------- |
| Frankrike (SNEP)                         | 193             |
| Kanada (Canadian Hot 100)                | 86              |
| Nya Zeeland (RIANZ)                      | 1               |
| Storbritannien (Official Charts Company) | 78              |
| Tyskland (Media Control Charts)          | 83              |
| USA (Billboard Hot 100)                  | 71              |